# Pichorowice

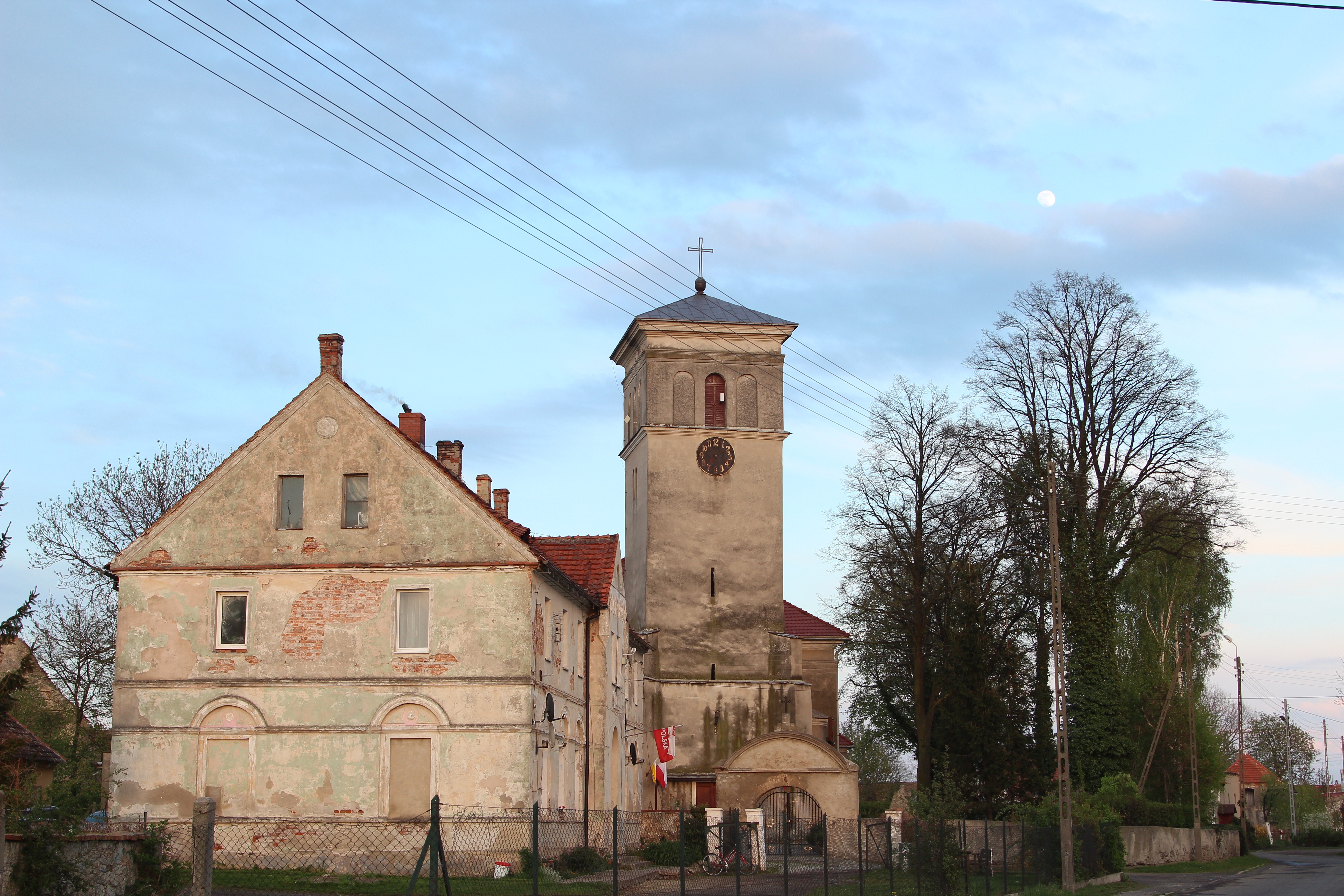
Pichorowice

Pichorowice (deutsch Peicherwitz) ist ein Dorf in der Landgemeinde Udanin (Gäbersdorf), im Powiat Średzki, der Woiwodschaft Niederschlesien in Polen.

## Lage
Nachbarorte sind Łagiewniki Średzkie (Lohnig) im Westen, Udanin (Gäbersdorf), Pielaszkowice (Pläswitz) im Südosten und Ujazd Górny (Ober Mois) im Norden. 

## Geschichte
Im Register des päpstlichen Nuntius Galhardus von 1335 wurde die "ecclesia de Pithnovicz" erstmals erwähnt. Grundherr war das Domstift Breslau, darauf die Kathedralkirche St. Johann in Breslau. Nach dem Ersten Schlesischen Krieg wurde Peicherwitz 1741/42 mit dem größten Teil von Schlesien von Preußen annektiert und gehörte bis zu seiner Auflösung 1945 zum Kreis Neumarkt. 
1845 bestand das Dorf aus 83 Häusern, einer Freischoltisei, 708 mehrheitlich katholischen Einwohnern (29 evangelisch), eine katholische Pfarrkirche unter dem Patronat des Domkapitels St. Johann mit drei Pfarrwidume in Peicherwitz, Jerschendorf und Zuckelwitz, eine katholische Schule nur für den Ort, ein Gemeinde- und Armenhaus, zwei Windmühlen, eine Brauerei, eine Brennerei, 24 Handwerker und Händler. Die früheren Teilkirchen in Jerschendorf und Pläswitz waren für erloschen erklärt. Evangelisch war Peicherwitz nach Gäbersdorf im damaligen Kreis Striegau gepfarrt.
1874 erfolgte die Gründung des gleichnamigen Amtsbezirkes, zudem außer der Landgemeinde Peicherwitz, Nieder Mois und Ober Mois gehörte. Als Folge des Zweiten Weltkriegs fiel Peicherwitz 1945 an Polen und wurde in Pichorowice umbenannt. Die einheimische deutsche Bevölkerung wurde, soweit sie nicht schon vorher geflohen war, weitgehend vertrieben. Die neu angesiedelten Bewohner waren zum Teil Heimatvertriebene aus Ostpolen. Von 1975 bis 1998 gehörte Pichorowice zur Woiwodschaft Breslau.

## Sehenswürdigkeiten
- Römisch-katholische Pfarrkirche St. Nikolai mit Friedhof
- Nepomuksäule
- Sühnekreuz